# 에릭 카
에릭 카(Paul Charles Caravello), 1950년 7월 12일 ~ 1991년 11월 24일)는 미국의 음악가이다.